# Helicoplacoidea
Sous-embranchement
Les Helicoplacoidea (hélicoplacoïdes en français) sont un groupe d'échinodermes du Cambrien, connus uniquement sous forme fossile.

## Description

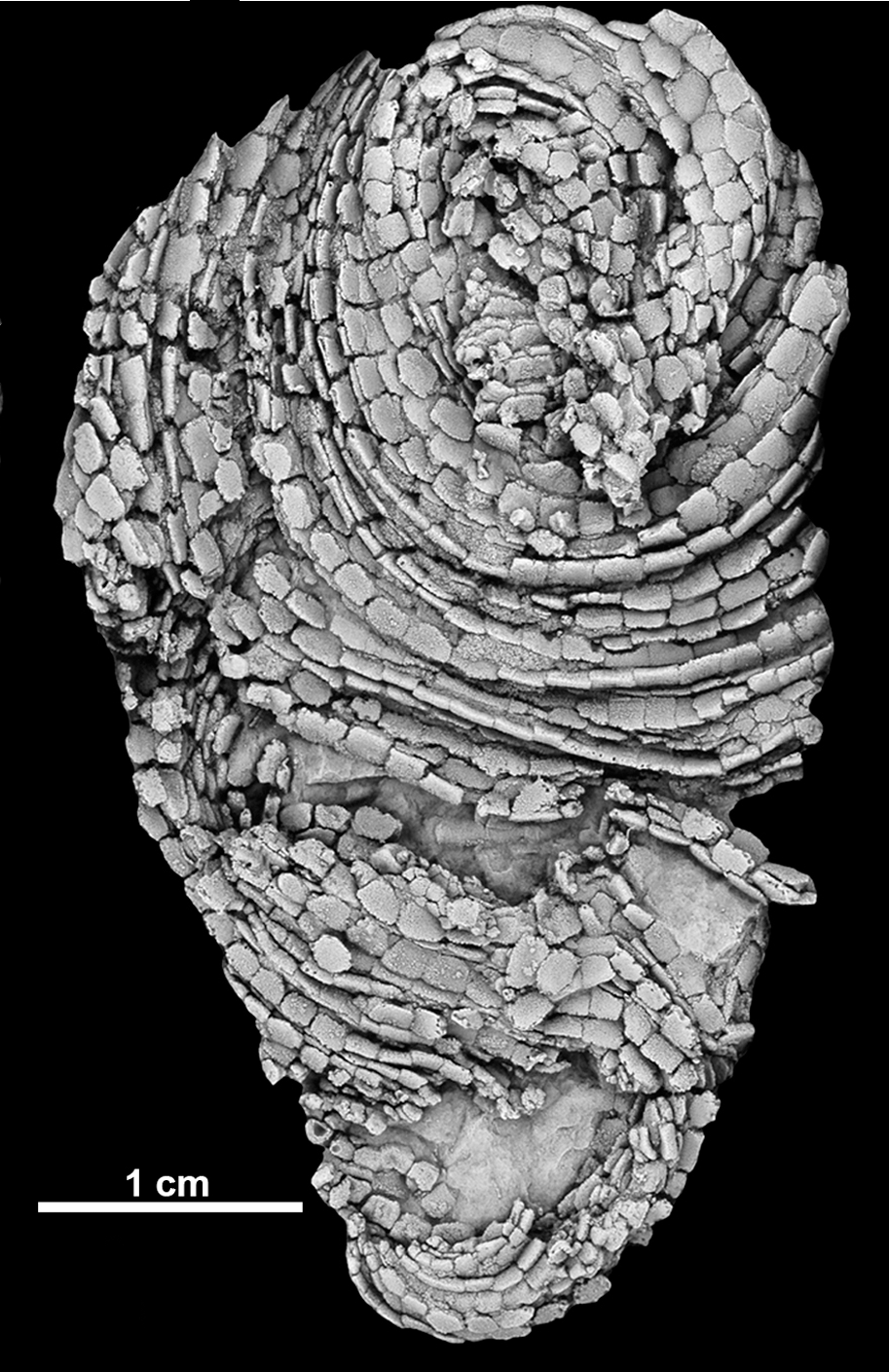
Fossile dHelicoplacus.

Les Helicoplacoidea sont un groupe d'échinodermes en forme de « pelote » plus ou moins allongée, allant du ballon de rugby à une forme de cigare, qui se tenaient très probablement en position érigée ; contrairement à la plupart des autres échinodermes, leur corps n'était pas toujours structuré par une symétrie pentaradiée (mais le squelette est bien supporté par une structure en stéréome très caractéristique). Cependant, une telle symétrie a bien été retrouvée chez certains spécimens comme Helicocystis moroccoensis. Ils mesuraient environ 7 cm de hauteur. Leur corps était constitué de plaques plus ou moins imbriquées (mais reliées par des tissus mous, donc non soudées) et disposées en spirales ; la bouche se prolongeait apparemment elle aussi par une spirale contournant le corps,.

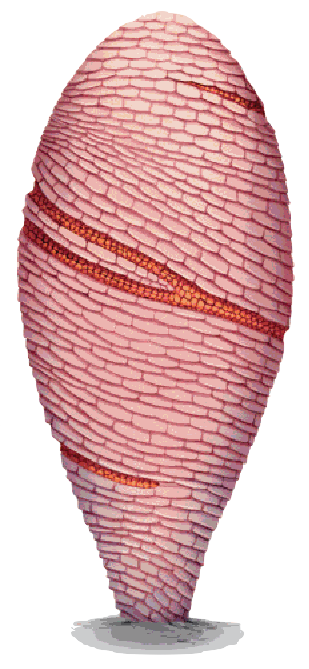
Reconstitution putative d'un Helicoplacus gilberti.

### Écologie et comportement
On sait encore peu de choses sur la biologie de ce groupe, les fossiles étant rares : c'étaient très probablement des suspensivores sessiles. Les hélicoplacoïdes vivaient peut-être dans des terriers, n'étendant leur corps qu'à la nuit tombée pour se nourrir de plancton,. D'autres théories suggèrent qu'ils bénéficiaient du sédiment très stratifié du début du cambrien pour demeurer plantés à la verticale, et que c'est l'évolution de ce sédiment qui les mena à leur disparition.
Ils étaient apparemment capables d'étendre et de contracter leur corps, ce qui leur permettait de faire traverser leurs organes internes par un flux d'eau, nécessaire à la respiration et à la nutrition,.

## Registre fossile
Les hélicoplacoïdes figurent parmi les plus anciennes formes d'échinodermes, et l'une des plus anciennement disparues. Les fossiles classées dans ce groupe apparaissent durant le Cambrien inférieur (-530 millions d'années), et disparaissent au cours du Cambrien (-516 Ma). Les rares fossiles complets proviennent principalement du Nevada (White Mountains).

## Phylogénie
Le très faible nombre de fossiles qui nous sont parvenus et leur état de conservation souvent faible n'ont pas encore permis d'établir une classification satisfaisante de ces animaux très anciens et très particuliers.
Liste des taxons reconnus par Paleobiology Database (6 janvier 2018) :
- famille Helicoplacidae †
  - genre Helicoplacus Durham & Caster, 1963 †
  - genre Westgardella †

Le fossile holotype est celui présenté en illustration de cet article, et l'espèce a été baptisée d'après le découvreur du fossile, Peter Guth. Cependant, Wilbur (2006) suggère que ce spécimen serait en réalité un spécimen mal conservé de Helicoplacus gilberti. Ce fossile mesurait 3,3 cm, et provient de la formation cambrienne de Poleta, en Californie.
Liste des espèces identifiées d'après Wilbur (2006) : 
- Helicoplacus gilberti Durham and Caster, 1963
- Waucobella nelsoni Durham, 1967
- Polyplacus kilmeri Durham, 1967

Cette dernière espèce possède des ambulacres très développés sur la thèque, ce qui représente un trait unique dans les spécimens collectés. Cette phylogénie remplace celle établie par Durham (1993), qui comptait 4 genres pour 9 espèces. Elle demeure cependant incomplète, car plusieurs autres espèces ont été décrites depuis, comme Helicocystis moroccoensis. Les études les plus récentes suggèrent trois genres connus : Helicoplacus, Polyplacus et Westgardella.

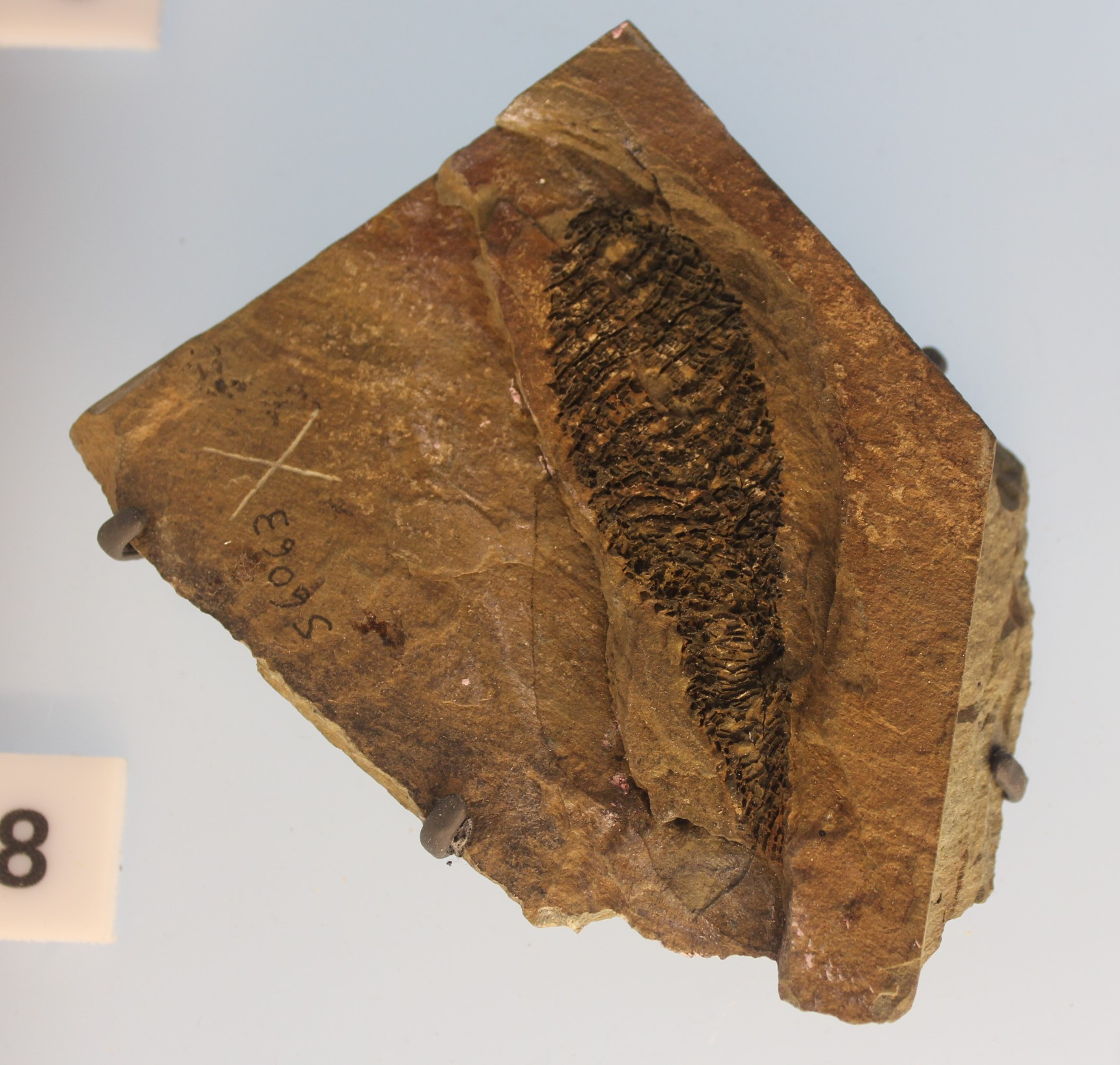
Holotype dHelicoplacus gilberti.